# Verockerung

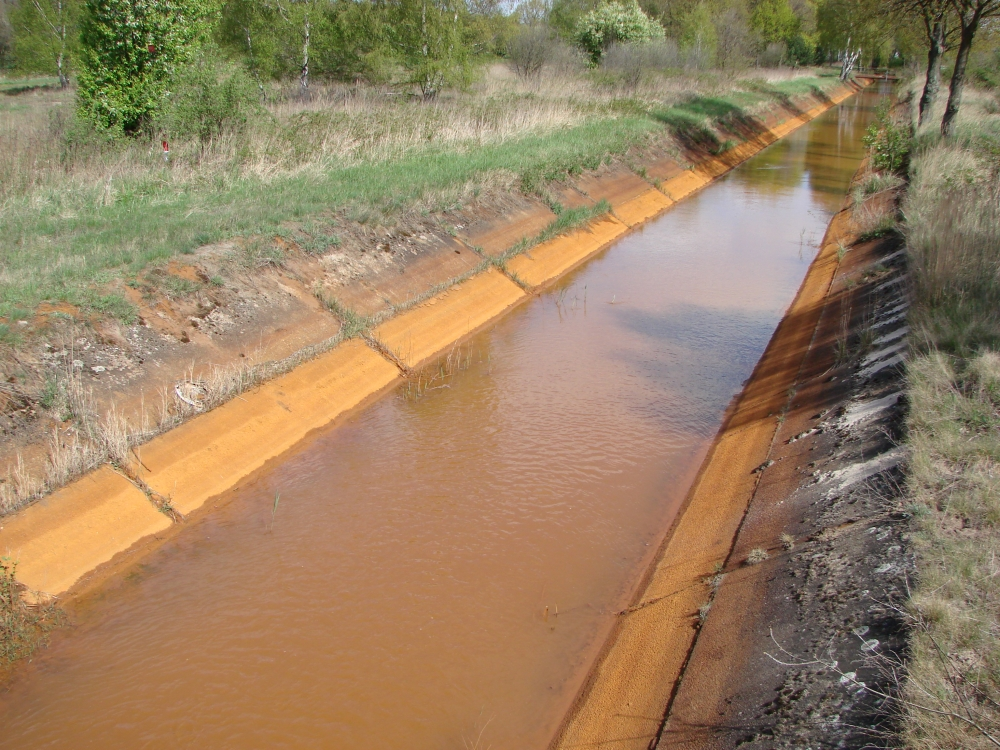
Verockerter Entwässerungskanal in der Lausitz

Als Verockerung bezeichnet man Ausfällungen von Eisenhydroxiden und Mangan(IV)-oxid in wasserwirtschaftlichen Anlagen oder natürlichen Gewässern. In sauerstofffreiem Wasser mit niedrigem pH-Wert können große Mengen zweiwertiger Eisen-Ionen gelöst sein (bis 100 mg/l). Kommt solches Wasser mit Luftsauerstoff in Kontakt, oxidiert zweiwertiges Eisen zu braunem, dreiwertigen Eisenhydroxid („Eisenocker“). Dieses fällt aus und lagert sich ab. Im Wasser gelöste Mangan-Ionen fallen überwiegend als schwarzes Manganoxid aus.

## Entstehung

Pourbaix-Diagramm von Eisen

Zusätzlich zu chemisch-physikalischen Mechanismen werden auch biologische Prozesse als potenzielle Ursachen für die Verockerung diskutiert. Eisen- und Manganbakterien sind in der Lage, Fe2+ und Mn2+ zu unlöslichen Fe(III)- und Mn(IV)-Oxidhydraten zu oxidieren.
Verockerung kann auch im Zusammenhang mit  sauren Grubenwässern auftreten. Im niedrigen pH-Wert der Schwefelsäurehaltigen Wässer gehen Eisen und Mangan in Lösung und fallen wieder aus, wenn durch Verdünnung oder Zutritt von Laugen (z. B. Calciumverbindungen wie Calciumcarbonat, welches im sauren Milieu CO2 abgibt und damit als Calciumsulfat die Schwefelsäure teilweise neutralisiert) der pH-Wert wieder steigt.
Ablagerungen, die auf der Ausfällung von Kalk in Form von Karbonaten beruhen, werden Sinter genannt.

## Problematik
Die weichen Ablagerungen (Inkrustation) aus Eisenocker stellen ein signifikantes Problem bei der Wassergewinnung dar, da sie sämtliche Anlagenteile wie Brunnen, Pumpen oder Rohrleitungen beeinträchtigen.
Bei Brunnenfiltern kann die Brunnenverockerung zum Versiegen der Wasserförderung führen.
Auch Drainagen und Schluckbrunnen sind betroffen, insbesondere wenn das eingeleitete Wasser mit Luft in Kontakt kommt und dadurch der Sauerstoffgehalt ansteigt.
Da die chemische Zusammensetzung des Grundwassers nicht veränderbar ist, kann lediglich der Ablagerungsprozess verlangsamt oder räumlich verlagert werden. Luftdichte Brunnenköpfe verringern den Sauerstoffeintrag ins Wasser und damit die Oxidation von gelösten Eisen- und Manganverbindungen.
Bedarfsweise wird Grundwasser durch Enteisenung und Entmanganung aufbereitet, um es als Trinkwasser nutzen zu können.